# 日本作家クラブ
一般社団法人日本作家クラブ（にほんさっかクラブ）は、日本の文筆家で構成される法人。1949年（昭和24年）、野村胡堂が中心となり「捕物作家クラブ」として発足。1960年に現名称となり、2010年に一般社団法人となった。
現理事長は竹内博。

## 概要
「文壇党派的な一切を排除」を掲げ発足。「純文学至上主義」と一線を画すとして、野村胡堂を始め山手樹一郎、江戸川乱歩、川口松太郎、海音寺潮五郎、子母澤寛、長谷川伸、山岡荘八、横溝正史、吉川英治といった当時の大衆小説、歴史小説の作家が数多く在籍した。
江戸川乱歩によれば、1947年の探偵作家クラブ（のちの日本推理作家協会）発足に際し、乱歩が、野村胡堂ら捕物帳を執筆している時代小説作家も参加させることを主張したのに対して、発起人のうちに反対意見があり、現代ものの探偵作家のみで発足させることになった。このため乱歩は、探偵作家であるが捕物帳も執筆していた横溝正史や城昌幸に対して、探偵作家クラブとは別に捕物作家クラブを結成するように呼びかけていた。こうした経緯から、乱歩は時代小説を全く書いていないにもかかわらず、創立発起人、会員となっている。
1988年に分裂。半村良、豊田行二、勝目梓、志茂田景樹ら多くの作家が他の協会（日本文芸家クラブ）に流れた。
65周年を記念して2014年に「野村胡堂文学賞」を創設。他に「あらえびす文化賞」、「文芸賞」、「随筆賞」を設けている。
入会には会員1名、理事1名の推薦を要する。

## 歴代会長・理事長
1. 野村胡堂
2. 山手樹一郎
3. 陣出達朗
4. 小林秀美
5. 細島喜美
6. 大林清
7. 木屋進
8. 市村美就夫
9. 若山三郎
10. 吉村卓三
11. 中村信也
12. 竹内博